# 波達計數法
波達計數法（Borda Count）是一種投票制度。投票人按喜好排列候選者。如果候選者在選票的排第一位，它就得某個分數；排第二位得一個較小的分數……如此類推。分數累計下來最高分的候選者便取勝。
歷史上有許多人曾提出使用波達計數法。它曾是羅馬議會採用的投票制度之一。13世紀的雷蒙·盧爾和15世紀的庫薩的尼古拉都曾提出這個制度。1770年，讓-夏爾·德·波達提出用此法來選舉法國科學院，後來便以其名字來命名此計數法。

## 应用
截至2007年4月，有以下選舉使用波達計數法制度：
- 部分斯洛文尼亞國會議員[1]
- 吉里巴斯總統
- 諾魯議會成員
- 斯洛文尼亞部分選舉。

在政壇以外，波達計數法也見於體壇和文藝界，如：
- 歐洲歌唱大賽[2]
- 美國職棒大聯盟最有價值球員獎
- 美國大學美式足球賽的海斯曼獎
- 英式足球金球奖(由全球190国记者投票选出，一至五名各得6,4,3,2,1分)

由2008年起，在香港高登討論區的每月之星及全年之星選舉亦使用波達計數法。
2015年度香港小姐競選：在該年的全民投票當中，被投選冠、亞、季軍的佳麗，分別可獲得分數為：5、2、1。
Chill Club 推介榜年度推介21/22：今屆三輪投票由市民順序選出三首歌曲或三甲單位，獲排第一的單位可得三分、第二得兩分、第三得一分。

## 例子
假設有三個候選人甲、乙、丙的選舉。結果如下：
- 4張選票為：1.甲 2.乙 3.丙
- 5張選票為：1.甲 2.丙 3.乙
- 7張選票為：1.丙 2.乙 3.甲

若排第一位的候選人取得2分，第二位得1分，第三位無分，各人的分數如下：
- 甲：4*2+5*2+7*0 = 18
- 乙：4*1+5*0+7*1 = 11
- 丙：4*0+5*1+7*2 = 19

即丙勝出。
諾魯議會選舉以排第一位得1分，排第二得1/2=0.50分，排第三得1/3=0.33分來計算。如果按這個方法，剛才的選舉結果要：
- 甲：4*1.00+5*1.00+7*0.33 = 11.31
- 乙：4*0.50+5*0.33+6*0.50 = 6.65
- 丙：4*0.33+5*0.50+7*1 = 10.82

這回是甲勝了。

## 比較
波達計數法不只考慮選民的第一選擇，會同時考慮選民的其他選擇及所有取向。換個說法，波達計數法的勝利者未必是最多人放在第一位的。
這種方法較不易選出偏激或極具爭議性的人士。
例如：
| # | 51票 | 5票  | 23票 | 21票 |
| - | ---- | ---- | ---- | ---- |
| 1 | 張三 | 王五 | 李四 | 馬六 |
| 2 | 王五 | 李四 | 王五 | 王五 |
| 3 | 李四 | 馬六 | 馬六 | 李四 |
| 4 | 馬六 | 張三 | 張三 | 張三 |

採用排第n位得4-n分的準則，各人分數如下：
- 張三：153
- 李四：151
- 王五：205
- 馬六：91

不論在多數制還是排序複選制，張三都是贏家。但在波達計數法之下，因為其他選民也將張三排在最尾，拖低了他的分數，結果張三敗給王五。